# Canadian-American Records
Pour les articles homonymes, voir Can-Am.
 (novembre 2017).
Si vous disposez d'ouvrages ou d'articles de référence ou si vous connaissez des sites web de qualité traitant du thème abordé ici, merci de compléter l'article en donnant les références utiles à sa vérifiabilité et en les liant à la section « Notes et références ».
Canadian-American Records, Ltd. est un label discographique fondé en 1957 par Leonard Zimmer et basé à New York, dans l'État de New York (États-Unis) et à Winnipeg, dans Manitoba (Canada),. Les plus célèbres artistes du label étaient le duo Santo & Johnny, Don Costa et la chanteuse Linda Scott (en). Le label a siège à Lititz, en Pennsylvanie.